# ФК Телечка
ФК Телечка је аматерски фудбалски клуб из Телечке и тренутно се такмичи у МОЛ - 2. разред последњем, седмом нивоу српског фудбала.

## Историја
После Другог светског рата фудбалски клуб у Телечкој се звао Раднички , а затим Петефи. Прво такмичење које су освојили било је у 1. групи Среског првенста Сомбора у сезони 1948/49. 
Од лета 1965. године до лета 1969. такмичарски фудбал се не игра у Телечкој, као и од лета 1973. до лета 1977. године. Након две одигране сезоне (претпоследње и последње место) такмичарски фудбал у Телечкој је на паузи у сезони 1979/80, као и 1987/88.
Коначно, после 43 године боравка у најнижем фудбалском рангу такмичења изборен је пласман у већи ранг. Наиме, у сезони 1989/90. ФК Петефи је био првак Међуопштинске лиге Сомбор - 2. разред и изборио пласман у већи ранг. У већем рангу, МОЛ Сомбор клуб се задржао три такмичарске сезоне.
Од лета 1999. године до 2015. такмичарски фудбал у Телечкој се поново не одиграва, да би годину дана раније 2014. покренут фудбалски клуб који се назива ФК Телечка. У најнижи степен такмичења тим се укључује у сезони 2015/16. да би као другопласирна екипа у сезони 2020/21. изборила пласман у МОЛ - 1. разред где се и данас такмичи.